# Nicole Kornher-Stace
Nicole Kornher-Stace (geb. 1983 in Philadelphia) ist eine US-amerikanische Schriftstellerin. Sie lebt in New Paltz, New York.

## Leben und Werk
Kornher-Stace wurde in Philadelphia geboren. In der fünften Klasse begann sie mit dem Schreiben von Gedichten, insbesondere Haiku. Ihr erstes publiziertes Gedicht war 2009 "Persephone, Returned" bei Goblin Fruit. Im selben Verlag publizierte sie 2009 ein chapbook mit mehreren Gedichten und Illustrationen von Oliver Hunter.
Ihre Kurzgeschichten und Gedichte erschienen u. a. in Best American Fantasy, The Mammoth Book of SF Stories by Women, Apex, und Fantasy Magazine. Ihr Gedicht „The Changeling Always Wins“ (online verfügbar) erreichte den 2. Platz im 2010 Rhysling Award, und ihre Kurzgeschichten waren auf den Longlists für den British Fantasy Awards und nominatiert für the Pushcart Prize.

## Werke (Auswahl)

### Romane
- LATCHKEY. Mythic Delirium Books, 2018 (336 S.).
- Archivist Wasp. Big Mouth House, 2015 (268 S.).
- Desideria. Prime Books, Germantown 2008 (360 S.).

### Kurzgeschichten
- The Winter Triptych. Papaveria Press, Wakefield 2011, S. 64.

### Gedichtesammlung
- Demon Lovers and Other Difficulties. Goblin Fruit, 2009.